# Stor lökbrosking
Stor lökbrosking (Marasmius alliaceus) (Stor lökbroskivling) är en svampart som först beskrevs av Nikolaus Joseph von Jacquin, och fick sitt nu gällande namn av Elias Fries 1838. Marasmius alliaceus ingår i släktet Marasmius och familjen Marasmiaceae.  Arten är allmän i sydliga bokskogar. Ätlig, kan användas som krydda på grund av den starka vitlöksdoften (Bo Nylén, Svampar i skog och mark, Prisma 2005).
I den svenska databasen Dyntaxa används istället namnet Mycetinis alliaceus för samma taxon.  Arten är reproducerande i Sverige.

## Källor

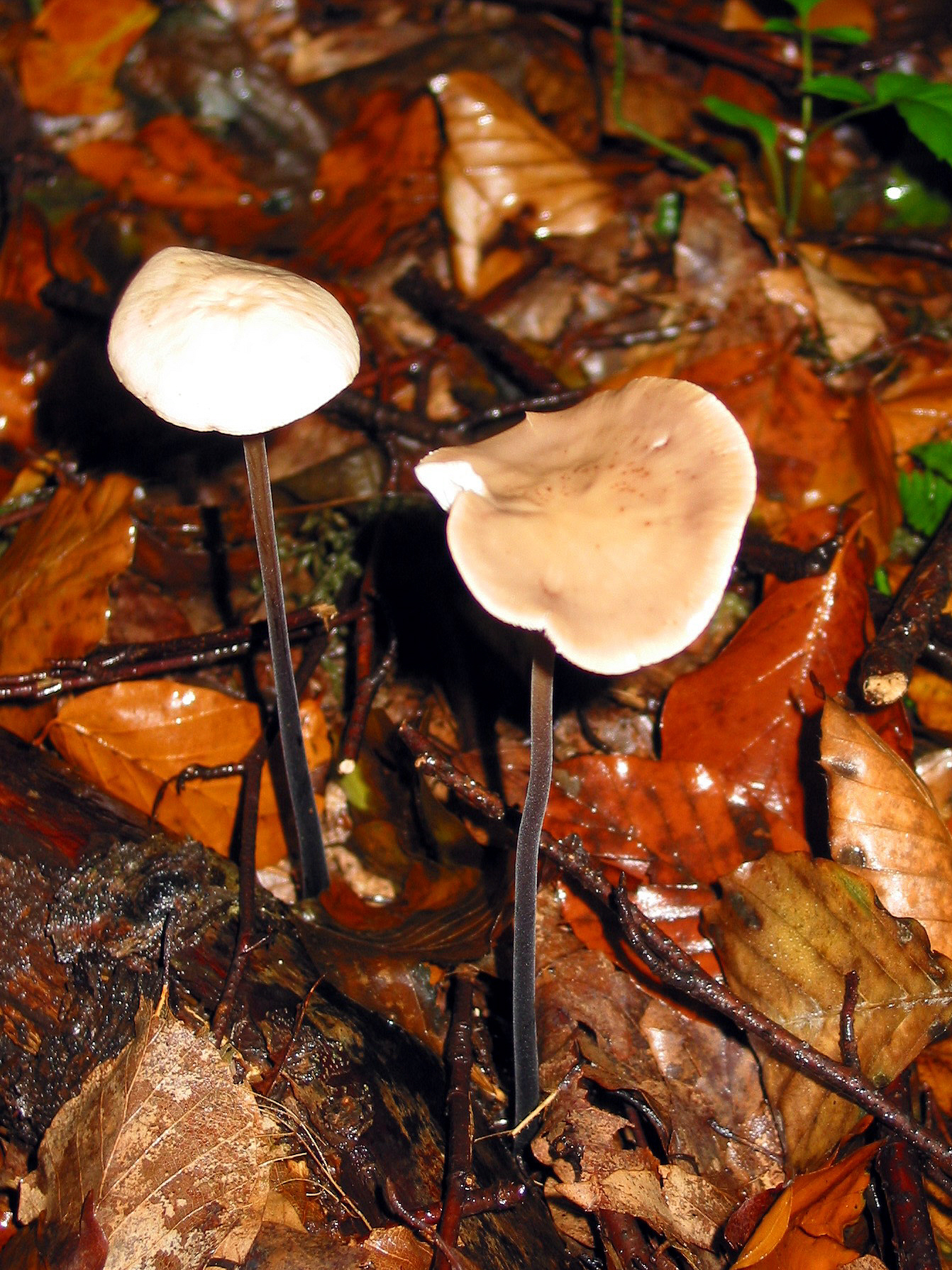